# Shahid Khaqan Abbasi
Shahid Khaqan Abbasi (Urdu/tiếng Punjabi: شاہد خاقان عباسی; sinh ngày 27 tháng 12 năm 1958) là một chính trị gia Pakistan, hiện là Thủ tướng thứ 24 và hiện tại của Pakistan. Trước khi tham gia chính trị, ông là một kỹ sư điện và là doanh nhân. Trước đó, Abbasi từng là Bộ trưởng Dầu khí và Tài nguyên thiên nhiên thuộc Bộ thứ ba của Sharif từ năm 2013 đến năm 2017, và nắm giữ một thời gian ngắn danh mục nội các của Bộ trưởng Bộ Thương mại trong khuôn khổ Hiệp ước Hồi giáo Pakistan (N) (PML- Bộ Gillani năm 2008.
Abbasi bắt đầu sự nghiệp chính trị sau cái chết của cha mình năm 1988, và từ đó ông đã từng là thành viên của Quốc hội Pakistan sáu lần từ Rawalpindi District. Anh ta là chủ của Airblue; Và trước đây từng là Chủ tịch của Tập đoàn Hàng không Quốc tế Pakistan từ năm 1997 đến năm 1999 trong nhiệm kỳ thứ hai của Sharif. Ngày 1 tháng 8 năm 2017, Abbasi được bầu làm Thủ tướng của Pakistan sau khi Toà án tối cao bãi nhiệm cựu thủ tướng Nawaz Sharif về các cáo buộc tham nhũng.

## Tiểu sử
Abbasi sinh ngày 27 Tháng 12 năm 1958  ở Karachi, Pakistan, trong gia đình của Khaqan Abbasi. Theo một số báo cáo, ông được sinh ra ở quê nhà Murree ở huyện Rawalpindi, Punjab..
Abbasi đã học ở Karachi sau đó nhập học Đại Lawrence College ở Murree. Năm 1978, Abbasi nhập học Đại học California, Los Angeles, theo học ngành kỹ thuật điện nơi ông tốt nghiệp bằng cử nhân và bắt đầu công việc kỹ sư điện. Năm 1985, anh nhập học Đại học George Washington, có bằng thạc sĩ kỹ thuật điện, và được cấp chứng chỉ kỹ sư chuyên nghiệp.